# Súper Rugby 1998
El Super 12 1998 fue la tercera edición del torneo hoy llamado Super Rugby, que es disputado por equipos de Australia, Nueva Zelanda y Sudáfrica.

## Clasificación
- 4 puntos por ganar.
- 2 puntos por empatar.
- 1 punto bonus por perder por siete puntos o menos.
- 1 punto bonus por anotar cuatro o más tries en un partido.

| Pos. | Equipo      | PJ | Gan | Emp | Per | PaF | PeC | Dif  | BP | Pts |
| ---- | ----------- | -- | --- | --- | --- | --- | --- | ---- | -- | --- |
| 1    | Blues       | 11 | 9   | 0   | 2   | 388 | 296 | +92  | 7  | 43  |
| 2    | Crusaders   | 11 | 8   | 0   | 3   | 340 | 260 | +80  | 9  | 41  |
| 3    | Sharks      | 11 | 7   | 0   | 4   | 329 | 263 | +66  | 8  | 36  |
| 4    | Highlanders | 11 | 7   | 0   | 4   | 343 | 279 | +64  | 6  | 34  |
| 5    | Reds        | 11 | 6   | 1   | 4   | 273 | 229 | +44  | 5  | 31  |
| 6    | Waratahs    | 11 | 6   | 1   | 4   | 306 | 276 | +30  | 4  | 30  |
| 7    | Chiefs      | 11 | 6   | 0   | 5   | 279 | 291 | -12  | 5  | 29  |
| 8    | Hurricanes  | 11 | 5   | 0   | 6   | 313 | 342 | -29  | 6  | 26  |
| 9    | Stormers    | 11 | 3   | 0   | 8   | 248 | 364 | -166 | 6  | 18  |
| 10   | Brumbies    | 11 | 3   | 0   | 8   | 228 | 308 | -80  | 5  | 17  |
| 11   | Bulls       | 11 | 3   | 0   | 8   | 249 | 306 | -57  | 4  | 16  |
| 12   | Cats        | 11 | 2   | 0   | 9   | 266 | 346 | -80  | 7  | 15  |

## Fase final

### Semifinales
| 22 de mayo de 1998 | Blues | 37 – 31 | Highlanders | Eden Park, Auckland, |  |

| 23 de mayo de 1998 | Crusaders | 36 - 32 | Sharks | Lancaster Park, Christchurch, |  |

### Final
| 30 de mayo de 1998 | Blues | 13 – 20 | Crusaders | Eden Park, Auckland, |  |

| Bandera de Nueva Zelanda |
| Campeón Crusaders        |
| Primer título            |

## Estadísticas
| Pos. | Jugador         | Club       | Puntos |
| ---- | --------------- | ---------- | ------ |
| 1    | Andrew Mehrtens | Crusaders  | 206    |
| 2    | Adrian Cashmore | Blues      | 180    |
| 3    | Jon Preston     | Hurricanes | 112    |

| Pos. | Jugador           | Club        | Tries |
| ---- | ----------------- | ----------- | ----- |
| 1    | Jeff Wilson       | Highlanders | 10    |
| 2    | Joeli Vidiri      | Blues       | 10    |
| 3    | Stefan Terblanche | Sharks      | 10    |